# 라틴아메리카 의회
라틴 아메리카 의회(Parlamento Latinoamericano)는 라틴 아메리카와 카리브해 국가들의 의회이다. 유럽 의회와 같은 국제 의회이다. 1964년 설치되었다.

## 가입국

가맹국

- 과테말라
- 니카라과
- 도미니카 공화국
- 멕시코
- 베네수엘라
- 볼리비아
- 브라질
- 수리남
- 신트마르턴
- 아루바
- 아르헨티나
- 에콰도르
- 엘살바도르
- 온두라스
- 우루과이
- 칠레
- 코스타리카
- 콜롬비아
- 쿠바
- 퀴라소
- 파나마
- 파라과이
- 페루

## 같이 보기
- 라틴아메리카 통합 협회
- 남미 국가 연합